# Antin Kraws
Antin Kraws (ukr. Антін Кравс, niem. Anton Kraus, ur. 23 listopada 1871 w Berhomecie w Księstwie Bukowiny, zm. 13 listopada 1945 w Wiedniu) – ukraiński wojskowy, generał UHA.

## Życiorys
1 września 1891, po ukończeniu Szkoły Kadetów Piechoty w Wiedniu, został mianowany na stopień kadeta–zastępcy oficera i wcielony do Węgierskiego Pułku Piechoty Nr 67 w Preszowie. Dopiero po pięciu latach (1 listopada 1895) awansował na podporucznika, a po kolejnych czterech na porucznika (1 listopada 1899). Służąc w dalszym ciągu w Węgierskim Pułku Piechoty Nr 67 awansował 1 listopada 1909 na kapitana. W 1911 został przeniesiony do Galicyjskiego Pułku Piechoty Nr 58 w Stanisławowie. W latach 1912–1913 wziął udział w mobilizacji sił zbrojnych Monarchii Austro-Węgierskiej, wprowadzonej w związku z wojną na Bałkanach.
W czasie I wojny światowej dowodził batalionem w Pułku Piechoty Nr 58, a później w Pułku Piechoty Nr 55. 1 września 1915 został mianowany majorem, a 1 listopada 1917 podpułkownikiem.
W listopadzie 1918 wstąpił na służbę do UHA, dowodził grupą „Chyriw”. Od marca 1919 dowodził 3 Korpusem UHA. W lutym 1920 dowodził III brygadą CzUHA, a po jej połączeniu z armią URL dowodził brygadą 5 Chersońskiej Dywizji Strzelców.
W sierpniu 1920 ze swą brygadą (300-400 żołnierzy), zamiast uderzyć w kierunku Dniestru, na rozkaz Jewhena Petruszewycza opuścił Armię Czynną Ukraińskiej Republiki Ludowej na froncie wojny polsko-bolszewickiej w rejonie Horodenki, skierował się przez Balińce, Zabłotów do Kosowa i przekroczył wraz z nią granicę Czechosłowacji, gdzie był internowany w obozie w Libercu. W drodze do granicy dowodzone przez niego oddziały wymordowały polskich poborowych ze Śniatyna. W 1924 zamieszkał w Wiedniu, działacz ukraińskich związków kombatanckich. Po zajęciu Wiednia przez Armię Czerwoną w kwietniu 1945 na krótko zatrzymany przez Smiersz, zwolniony ze względu na stan zdrowia.
Autor wspomnień За українську справу Lwów 1937, Wyd. Spółdzielnia Wydawnicza Червона калина.

## Ordery i odznaczeni
- Krzyż Rycerski Orderu Leopolda z dekoracją wojenną i mieczami (Austro-Węgry)
- Order Korony Żelaznej 3. klasy z dekoracją wojenną i mieczami (Austro-Węgry)
- Krzyż Zasługi Wojskowej 3 klasy z dekoracją wojenną i mieczami (dwukrotnie) (Austro-Węgry)
- Srebrny Medal Zasługi Wojskowej Signum Laudis z mieczami na wstążce Krzyża Zasługi Wojskowej (Austro-Węgry)
- Brązowy Medal Zasługi Wojskowej Signum Laudis z mieczami na wstążce Krzyża Zasługi Wojskowej (Austro-Węgry)
- Brązowy Medal Zasługi Wojskowej Signum Laudis na czerwonej wstążce (Austro-Węgry)
- Krzyż Wojskowy Karola (Austro-Węgry)
- Krzyż za 25-letnią służbę wojskową dla oficerów (Austro-Węgry)
- Brązowy Medal Jubileuszowy Pamiątkowy dla Sił Zbrojnych i Żandarmerii (Austro-Węgry)
- Krzyż Jubileuszowy Wojskowy (Austro-Węgry)
- Krzyż Pamiątkowy Mobilizacji 1912–1913 (Austro-Węgry)[9]